# Oscar 2008
Cea de-a 80-a ediție a Premiilor Academiei Americane de Film a avut loc pe 24 februarie 2008 la Kodak Theatre din Hollywood, California. Gazda spectacolului a fost actorul Jon Stewart.

## Nominalizări și câștigători
Filmele nominalizate au fost anunțate pe 22 ianuarie 2008. Câștigătorii apar cu aldine.

### Cel mai bun film
- No Country for Old Men
- Atonement
- Juno
- Michael Clayton
- There Will Be Blood

### Cel mai bun regizor
- Joel Coen și Ethan Coen - No Country for Old Men
- Paul Thomas Anderson - There Will Be Blood
- Tony Gilroy - Michael Clayton
- Jason Reitman - Juno
- Julian Schnabel - The Diving Bell and the Butterfly

### Cel mai bun actor
- Daniel Day-Lewis - There Will Be Blood
- George Clooney - Michael Clayton
- Johnny Depp - Sweeney Todd: The Demon Barber of Fleet Street
- Tommy Lee Jones  - In the Valley of Elah
- Viggo Mortensen - Eastern Promises

### Cea mai bună actriță
- Marion Cotillard  - La Vie en Rose (La môme)
- Cate Blanchett  - Elizabeth: The Golden Age
- Julie Christie - Away from Her
- Laura Linney - The Savages
- Ellen Page - Juno

### Cel mai bun actor în rol secundar
- Javier Bardem  - No Country for Old Men
- Casey Affleck  - The Assassination of Jesse James by the Coward Robert Ford
- Philip Seymour Hoffman - Charlie Wilson's War
- Hal Holbrook - Into the Wild
- Tom Wilkinson  - Michael Clayton

### Cea mai bună actriță în rol secundar
- Tilda Swinton - Michael Clayton
- Cate Blanchett - I'm Not There
- Ruby Dee  - American Gangster
- Saoirse Ronan - Atonement
- Amy Ryan  - Gone Baby Gone

### Cel mai bun film de animație
- Ratatouille
- Persepolis
- Surf's Up

### Cel mai bun film străin
- The Counterfeiters (Austria) în germană
- Beaufort (Israel) în ebraică
- Katyń (Polonia) în poloneză
- Mongol (Kazakhstan) în mongolă
- 12 (Rusia) în rusă

### Cel mai bun scenariu original
- Juno  - Diablo Cody
- Lars and the Real Girl - Nancy Oliver
- Michael Clayton - Tony Gilroy
- Ratatouille - Brad Bird
- The Savages - Tamara Jenkins

### Cel mai bun scenariu adaptat
- No Country for Old Men - Joel și Ethan Coen, pentru No Country for Old Men, roman de Cormac McCarthy
- Atonement - Christopher Hampton, pentru Atonement, roman de Ian McEwan
- Away from Her - Sarah Polley, pentru  "The Bear Came over the Mountain", povestire de Alice Munro
- The Diving Bell and the Butterfly - Ronald Harwood, pentru Le scaphandre et le papillon, memorii de Jean-Dominique Bauby
- There Will Be Blood - Paul Thomas Anderson, pentru Oil!, roman de Upton Sinclair

### Cel mai bun film documentar
- Taxi to the Dark Side
- No End in Sight
- Operation Homecoming: Writing the Wartime Experience
- Sicko
- War/Dance

### Cel mai bun scurt metraj
- The Mozart of Pickpockets
- At Night
- The Substitute
- Tanghi Argentini
- The Tonto Woman

### Cel mai bun scurt metraj documentar
- Freeheld
- La Corona
- Salim Baba
- Sari's Mother

### Cel mai bun scurt metraj de animație
- Peter and the Wolf
- I Met the Walrus
- Madame Tutli-Putli
- Even Pigeons Go To Heaven
- My Love

### Cea mai bună imagine
- Robert Elswit - There Will Be Blood
- Roger Deakins - The Assassination of Jesse James by the Coward Robert Ford
- Seamus McGarvey - Atonement
- Janusz Kaminski - The Diving Bell and the Butterfly
- Roger Deakins - No Country for Old Men

### Cel mai bun montaj
- Karen Baker Landers și Per Hallberg - The Bourne Ultimatum
- Skip Lievsay - No Country for Old Men
- Randy Thom and Michael Silvers - Ratatouille
- Matthew Wood - There Will Be Blood
- Ethan van Der Ryn and Mike Hopkins - Transformers

### Cea mai bună coloană sonoră
- Dario Marianelli - Atonement
- Alberto Iglesias - The Kite Runner
- James Newton Howard - Michael Clayton
- Michael Giacchino - Ratatouille
- Marco Beltrami - 3:10 to Yuma

### Cea mai bună melodie originală
- Glen Hansard și Marketa Irglova - "Falling Slowly" din Once
- Alan Menken și Stephen Schwartz - "Happy Working Song" din Enchanted
- Alan Menken și Stephen Schwartz - "So Close" din Enchanted
- Alan Menken și Stephen Schwartz - "That's How You Know" din Enchanted
- Jamal Joseph, Charles Mack și Tevin Thomas - "Raise It Up" din August Rush

## Filme cu multiple nominalizări
| - 8 nominalizări: - No Country for Old Men - There Will Be Blood - 7 nominalizări: - Atonement - Michael Clayton - 5 nominalizări: - Ratatouille - 4 nominalizări: - The Diving Bell and the Butterfly (Le scaphandre et le papillon) - Juno - 3 nominalizări: - The Bourne Ultimatum - Enchanted | - 3 nominalizări (continuare): - La Vie en Rose (La môme) - Sweeney Todd: The Demon Barber of Fleet Street - Transformers - 2 nominalizări: - 3:10 to Yuma - American Gangster - The Assassination of Jesse James by the Coward Robert Ford - Away from Her - Elizabeth: The Golden Age - The Golden Compass - Into the Wild - Pirates of the Caribbean: At World's End - The Savages |

## Filme cu multiple premii
4 premii
- No Country for Old Men

3 premii
- The Bourne Ultimatum

2 premii
- La Vie En Rose
- There Will Be Blood